# RISC OS
RISC OS (izvorno Arthur 1.20) ime je za operacijski sustav kojeg je izvorno razvila britanska tvrtka Acorn Computers za računala zasnovana na ARM arhitektura mikroprocesorskoj arhitekturi. Prva inačica izašla je 1987. godine, za Acornov niz osobnih računala Archimedes koji su bili rabili procesore Acorn RISC Machine.  
Ovaj OS obuhvaća sučelje naredbenog redka i desktop okružje sa sustavom prozora.
Od 1988. do 1998. ovaj je operacijski sustav bio u paketu sa skoro svakim Acornovim modelom računala kojemu je osnova bila arhitektura ARM, uključujući seriju Archimedse, RiscPC te A7000. Inačica ovog OS-a (zvana NCOS) rabila se u Oracleovim Network Computer i kompatibilnim sustavima. Nakon što se Acorn 1998. godine raspao, razvitak OS se razgranao te ga je odvojeno razvijalo nekoliko kompanija, među kojima su RISCOS Ltd, Pace Micro Technology i Castle Technology. Od 1998. se godine pakira s brojnim računala koji su Acornovi klonovi kojima je temelj arhitektura ARM: među njima su Iyonix i A9home. Od 2012. OS se i dalje forkira i neovisno ga razvijaju RISCOS Ltd te zajednica RISC OS Open.